# 銀雙慈魚
銀雙慈魚，為輻鰭魚綱脂鯉目脂鯉亞目脂鯉科的其中一個種，分布於南美洲巴西東部的巴拉圭河、聖弗朗西斯科河等淡水流域，體長可達6.8公分，棲息在底中層水域，生活習性不明。